# Danny-Boy Hatchard
Danny-Boy William Philip Hatchard es un actor inglés, conocido por haber interpretado a Lee Carter en la serie EastEnders.

## Biografía
Danny se entrenó en el "Barking College School of Performing Arts".

## Carrera
El 4 de abril de 2014 se unió al elenco principal de la popular serie británica EastEnders donde interpretó a Lee Carter, el hijo mayor de Mick Carter (Danny Dyer) y  Linda Carter (Kellie Bright), hasta el 17 de febrero del 2017 después de que su personaje decidiera irse de Walford.

## Filmografía[3]

### Series de televisión
| Año                      | Título     | Personaje  | Notas         |
| ------------------------ | ---------- | ---------- | ------------- |
| 2014 - 2017, 2019 - 2020 | EastEnders | Lee Carter | 347 episodios |

### Películas
| Año  | Título                    | Personaje | Notas                                                                                          |
| ---- | ------------------------- | --------- | ---------------------------------------------------------------------------------------------- |
| 2014 | We Still Kill the Old Way | Aaron     | junto a Alison Doody, James Cosmo, Steven Berkoff, Lysette Anthony, Ian Ogilvy & Joelle Koissi |

### Teatro
| Año         | Obra            | Personaje | Director       | Teatro                        | Notas                                                                   |
| ----------- | --------------- | --------- | -------------- | ----------------------------- | ----------------------------------------------------------------------- |
| 2013        | Beautiful Thing | Ste       | Nikolai Foster | The Arts Theatre              | junto a Zaraah Abrahams, Suranne Jones & Jake Davis                     |
| 2011 - 2012 | Sleeping Beauty | -         | -              | Tunbridge Wells Assembly Hall | junto a Sophia Thierens, Christopher Beeny, Julie Stark & Glynis Barber |